# Onomastus patellaris
Onomastus patellaris là một loài nhện trong họ Salticidae.
Loài này thuộc chi Onomastus. Onomastus patellaris được Eugène Simon miêu tả năm 1900.